# معركة سكارب (1918)
معركة سكارب (بالإنجليزية: Battle of the Scarpe (1918)) هي معركة حدثت في فترة هجوم المائة يوم خلال الحرب العالمية الأولى، بين 26 و30 أغسطس 1918.